# 傅元聪
傅元聪（1951年3月—），男，江苏泗洪人，中华人民共和国外交官，东帝汶荣誉勋章获得者，曾任中华人民共和国驻东帝汶民主共和国特命全权大使。

## 生平
2009年5月30日，携夫人陈铁力抵达东帝汶履新，在帝力国际机场受到热烈欢迎。2011年12月27日下午，东帝汶总统奥尔塔在总统府的中华人民共和国大厅举行仪式，向即将离任的傅元聪大使授予“东帝汶荣誉勋章”。